# Kotojärvi (sjö i Itis, Kymmenedalen, 60,95 N, 26,09 Ö)
Kotojärvi är en sjö i kommunen Itis i landskapet Kymmenedalen i Finland. Sjön ligger 74,1 meter över havet. Den är 3,7 meter djup. Arean är 62 hektar och strandlinjen är 4,21 kilometer lång. Sjön  ingår i Kymmene älvs huvudavrinningsområde.   Den ligger omkring 70 km nordväst om Kotka och omkring 110 km nordöst om Helsingfors. 
Sydöst om Kotojärvi ligger Selkojärvi. 